# Moynihans lag
Moynihans lag, en princip som säger att mängden brott mot mänskliga rättigheter är omvänt proportionell mot mängden anmälningar om brott mot mänskliga rättigheter.